# Плускал, Сватоплук
Сватоплук Плускал (чеш. Svatopluk Pluskal; 28 октября 1930, Злин — 29 мая 2005, Усти-над-Лабем) — чехословацкий футболист и футбольный тренер, серебряный призёр чемпионата мира 1962 и бронзовый призёр чемпионата Европы 1960.

## Биография

### Клубная карьера
Сватоплук провёл более 700 матчей во внутреннем чемпионате Чехословакии. Карьеру он начинал ещё во время Второй мировой войны в составе команды «Батя» из Злина (позднее она носила имена «Свит Готтвальдов» и «Летна»), играя за неё до 1951 года. В 1951 году Сватоплук оказался в Праге в составе новообразованного клуба АТК (позднее известного как УДА и как «Дукла»). За 16 лет выступлений в составе пражской команды Плускалу удалось стать восьмикратным чемпионом страны и двукратным обладателем кубка. Один из значительных успехов клуба — победа в так называемом Американском кубке во время турне по США — был достигнут благодаря стараниям Плускала: в финале против мексиканской команды «Америка» Плускал забил победный гол. Карьеру он завершил в сезоне 1966/1967 в составе «Яблонца» из-за серьёзной травмы колена.

### Карьера в сборной
В сборной Плускал сыграл 55 игр, забив два гола. Дебют состоялся в 1952 году, на счету Сватоплука три участия в чемпионате мира. В 1962 году на чемпионате мира в Чили Плускал вместе с одноклубником Йозефом Масопустом стал игроком основы чехословацкой сборной, игравшей по тактике 4-2-4. Именно игра Плускала позволила чехословакам выйти в финальную часть турнира, пройдя сборную Шотландии, где чехословаки дошли до финала и уступили лишь бразильцам. В 1965 году после непопадания чехословаков на чемпионат мира в Англию Плускал ушёл из сборной.
На счету Сватоплука также есть два уникальных матча: 23 октября 1963 на лондонском «Уэмбли» он выступал в составе сборной мира против Англии по случаю 100-летия английского футбола, а в 1964 году он играл в сборной Европы против команды Югославии.

### Стиль игры
Плускал был универсальным полузащитником, хорошо играл головой. Известен он был прежде всего благодаря своим подножкам и подкатам, за которые его удаляли очень редко, что вызывало возмущение у ряда игроков. Его самоотверженная игра в обороне была залогом успеха как «Дуклы», так и сборной Чехословакии. Вне поля он поддерживал команду благодаря своему отменному чувству юмора.

### Карьера тренера
После карьеры игрока Сватоплук Плускал работал тренером, возглавляя пльзеньские команды «Шкода» и «Слован», работая с кипрским клубом «Эносис» и с ещё одной пражской командой «Богемианс»: именно под руководством Плускала «Богемианс» вышел в Первый дивизион Чехословакии.

### Смерть
Плускал в конце жизни перенёс серьёзный инсульт и был прикован к постели. 29 мая 2005 его не стало.

## Достижения

### Клубные
- Чемпион Чехословакии: 1953, 1956, 1958, 1961, 1962, 1963, 1964, 1966
- Победитель Кубка Чехословакии: 1961, 1965

### В сборной
- Вице-чемпион мира: 1962
- Бронзовый призёр чемпионата Европы: 1960